# Fotbalový stadion Josefa Masopusta
Fotbalový stadion Josefa Masopusta – wielofunkcyjny stadion w mieście Most, w Czechach. Został otwarty 24 maja 1961 roku. Może pomieścić 7500 widzów. Do 2016 roku swoje spotkania rozgrywali na nim piłkarze klubu FK Baník Most.
Obiekt został zainaugurowany 24 maja 1961 roku, a na otwarcie gospodarze, Baník Most przegrał w meczu towarzyskim z FC Liverpool 1:4. W latach 2004–2006 zmodernizowano obiekt. Na trybunach zostały zainstalowane plastikowe krzesełka, co zredukowało pojemność stadionu z 18 000 do 7500 widzów, postawiono również maszty oświetleniowe, zainstalowano tablicę świetlną i podgrzewaną murawę. W 2005 gospodarze (wówczas pod nazwą SIAD Most) po raz pierwszy w historii awansowali do 1. ligi. Pobyt zespołu w najwyższej klasie rozgrywkowej trwał przez trzy sezony, do roku 2008, kiedy to drużyna spadła do 2. ligi. W 2009 roku stadionowi nadano imię Josefa Masopusta (wcześniej obiekt był znany jako „Letní stadion”). W 2016 roku Baník Most zawiesił swą działalność.